# Khudunabari
Khudunabari (en népalais : खुदुनाबारी) est un comité de développement villageois du Népal situé dans le district de Jhapa. Au recensement de 2011, il comptait 15 031 habitants.